# Ricardo Lagos
Ricardo Froilán Lagos Escobar (Santiago, 2 de marzo de 1938) es un abogado, economista y político chileno. Fue presidente de la República de Chile entre el 11 de marzo de 2000 y el 11 de marzo de 2006. Ha sido también enviado especial de la Organización de las Naciones Unidas (ONU) para tratar el cambio climático.
Ha sido una de las principales figuras de la Concertación de Partidos por la Democracia dado su carácter protagónico en esta. Como miembro fundador del Partido por la Democracia (PPD), fue una de las principales figuras opositoras a la dictadura militar del general Augusto Pinochet. Una vez logrado el retorno a la democracia, Lagos ejerció como ministro de Educación y de Obras Públicas durante las presidencias de Patricio Aylwin y Eduardo Frei Ruiz-Tagle.
En las elección presidencial de 1999 ganó por un estrecho margen al candidato de la Unión Demócrata Independiente (UDI) Joaquín Lavín, siendo el primer ganador de una segunda vuelta en la historia electoral chilena. Su mandato presidencial comenzó con grandes problemas por los efectos económicos de la crisis asiática y diversos problemas de corrupción. Sin embargo, en la segunda mitad de su mandato, el crecimiento económico, la firma de tratados de libre comercio con Estados Unidos, China y la Unión Europea, entre otros, y los importantes avances en infraestructura, permitieron un importante repunte en su popularidad. En 2005, Lagos logró un acuerdo para la reforma de la Constitución Política chilena que data de 1980. Logró atraer inversiones en el sector privado, con el fin de liberar recursos que permitieran financiar enfermedades básicas de salud mediante el Plan AUGE. Esto se consideró como el puntapié inicial al estado de bienestar socialdemócrata.
Entre los puntos polémicos de su gobierno está la respuesta dada por el Estado chileno a las reivindicaciones territoriales y de autodeterminación del pueblo indígena mapuche, su actuación en problemas de índole ambiental, el caso de corrupción MOP-GATE, la concesión del agua a privados y las carreteras, el financiamiento de la revista Siete + 7 con fondos reservados de la presidencia, la preparación de ciertas reformas que se implementaron en el gobierno siguiente de Michelle Bachelet como el Transantiago, y la instauración del Crédito con Aval del Estado (CAE).

## Biografía

### Primeros años y familia
Nació el 2 de marzo de 1938 en Santiago. Sus padres fueron Ema Escobar Morales –que murió en abril de 2005 a la edad de 108 años– y el agricultor Froilán Lagos Sepúlveda, quien falleció cuando Lagos tenía ocho años. Fue sobrino de Fresia Escobar Morales, regidora y alcaldesa de la Municipalidad La Granja en el periodo 1947-1949.

### Estudios
En 1944 inició los estudios básicos en la Escuela Manuel Montt Colegio San Agustín de la comuna de Ñuñoa donde permaneció cuatro años. Los continuó el año 1948 en el Liceo Manuel de Salas, donde empieza a cursar sexta preparatoria. Al año siguiente, ingresó al Instituto Nacional gracias a los buenos oficios de su tía, Fresia, una de las pioneras en el mundo político chileno. En ese establecimiento es donde cursa las humanidades (estudios secundarios), para el sexto año de humanidades fue alumno de Patricio Aylwin, futuro senador y presidente de la República (1990-1994).
En 1955 Lagos ingresa a la Facultad de Derecho de la Universidad de Chile. En 1960 terminó su carrera de derecho, licenciándose en ciencias jurídicas y sociales con la tesis La concentración del poder económico: su teoría, realidad chilena, que fue aprobada con distinción máxima y se convirtió en un éxito editorial, con cinco ediciones publicadas, incluida una por la Editorial Jurídica de Chile dos años más tarde. En ella, demostró la existencia de grupos económicos, sugiriendo para terminar con ellos la abolición de la propiedad privada de todos los medios de producción y su paso al Estado. Rindió su examen de grado en noviembre de 1960 y juró como abogado el 11 de enero de 1965.

### Matrimonio e hijos
En 1961 se casó con Carmen Weber, con quien tuvo dos hijos, Ricardo y Ximena. Luego de doctorarse y ya de vuelta en Chile, anuló su matrimonio.
En 1969 conoció a Luisa Durán de la Fuente, con quien se casó en segundas nupcias en marzo de 1971. Con Luisa compartió la crianza de los dos hijos del primer matrimonio de Lagos y de los dos hijos del primer matrimonio de Luisa, Hernán y Alejandro, y de Francisca, única hija común del matrimonio Lagos-Durán.

## Carrera académica y diplomática

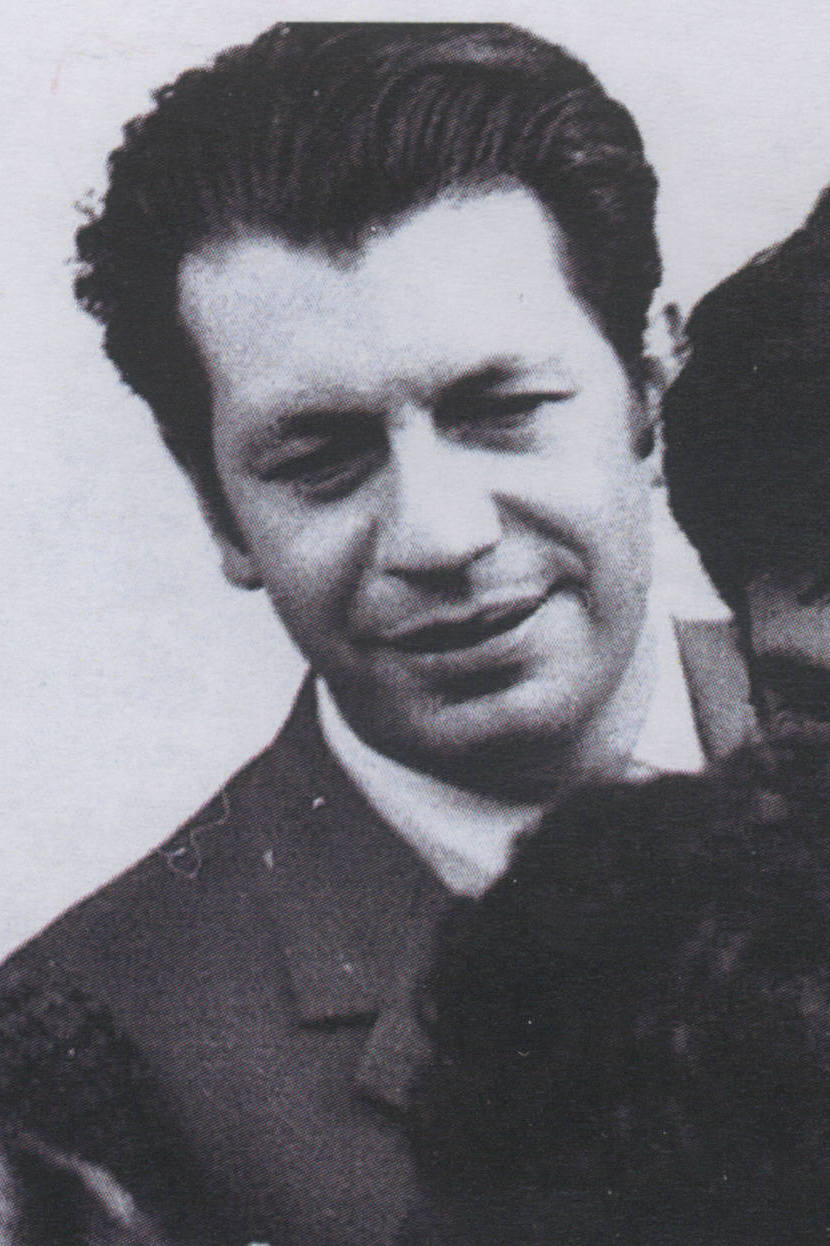
Lagos en 1969.

Obtuvo un doctorado en la Universidad Duke, donde estudió entre 1961 y 1966. Entre 1962 y 1965; fue profesor de ciencias políticas en la Universidad de Carolina del Norte en Chapel Hill. De vuelta en Chile, se incorporó al Instituto de Economía de la Universidad de Chile, que dirigía Carlos Massad. Más tarde, en 1967, fue nombrado Director de la Escuela de Ciencias Políticas y Administrativas (hoy Escuela de Gobierno y Gestión Pública), cargo que ejerció hasta 1969, cuando ocupó el  cargo de secretario general de la Universidad de Chile. Recibió un doctorado honoris causa por parte de la Universidad Nacional Autónoma de México en abril del 2007.
Comienzo a desempeñarse como profesor de economía en la Escuela de Derecho de la Universidad de Chile. Entre 1971 y 1972, fue director del Instituto de Economía de la misma universidad; luego, fue nombrado director del Consejo Latinoamericano de Ciencias Sociales y profesor visitante de la cátedra William R. Kenan de Estudios Latinoamericanos de la Universidad de Carolina del Norte Chapel Hill, en Estados Unidos.
Se declaró durante los años 1970 como un independiente de izquierda [cita requerida], luego que en 1961 abandonara el Partido Radical de Chile, cuando este decide entrar al gobierno de Jorge Alessandri Rodríguez. Sin mayor experiencia diplomática, trabajó con el embajador Hernán Santa Cruz como delegado ante Naciones Unidas, donde pronuncia un destacado discurso sobre la crisis financiera internacional. En aquella ocasión, critica duramente la decisión del presidente Richard Nixon de decretar la no convertibilidad de los dólares al oro, medida que terminaría por rondar la crisis asiática. En 1971 fue nombrado como administrador delegado del Banco de A. Edwards luego de haber sido nacionalizado y liquiddo por el gobierno de la Unidad Popular.
En 1972, el presidente Salvador Allende lo nombra embajador en Moscú, pero el Senado no alcanzó a ratificarlo antes del golpe de Estado. Como director regional del Programa de Estudios de Postgrado en Ciencias Sociales, estuvo a cargo del Proyecto Unesco, UNDP en Buenos Aires. En lo público, sirvió al país en Naciones Unidas como delegado con rango de embajador en la XXVI Asamblea General. Además, fue delegado en la III Conferencia de Comercio y Desarrollo (UNCTAD III) de la ONU.
Luego del golpe de Estado de 1973 partió al exilio político junto a su familia a Buenos Aires, donde ejerció el cargo de secretario general de la Facultad Latinoamericana de Ciencias Sociales, Flacso. Se trasladó por un año a Estados Unidos, donde trabajó como profesor visitante de la cátedra William R. Kenan de Estudios Latinoamericanos de la Universidad de Carolina del Norte, Chapel Hill. En 1975 ejerció como consultor para el Programa de las Naciones Unidas para el Desarrollo, PNUD.
Regresó a Chile en 1978 en plena dictadura, contratado por el Programa Regional de Empleo de Naciones Unidas, PREALC. En medio de las políticas impuestas por el Fondo Monetario Internacional, su misión fue asesorar a todos los gobiernos del continente en materia de empleo. Además es representante en Chile del Servicio Universitario Mundial, WUS.[cita requerida]

## Carrera política

### Inicios

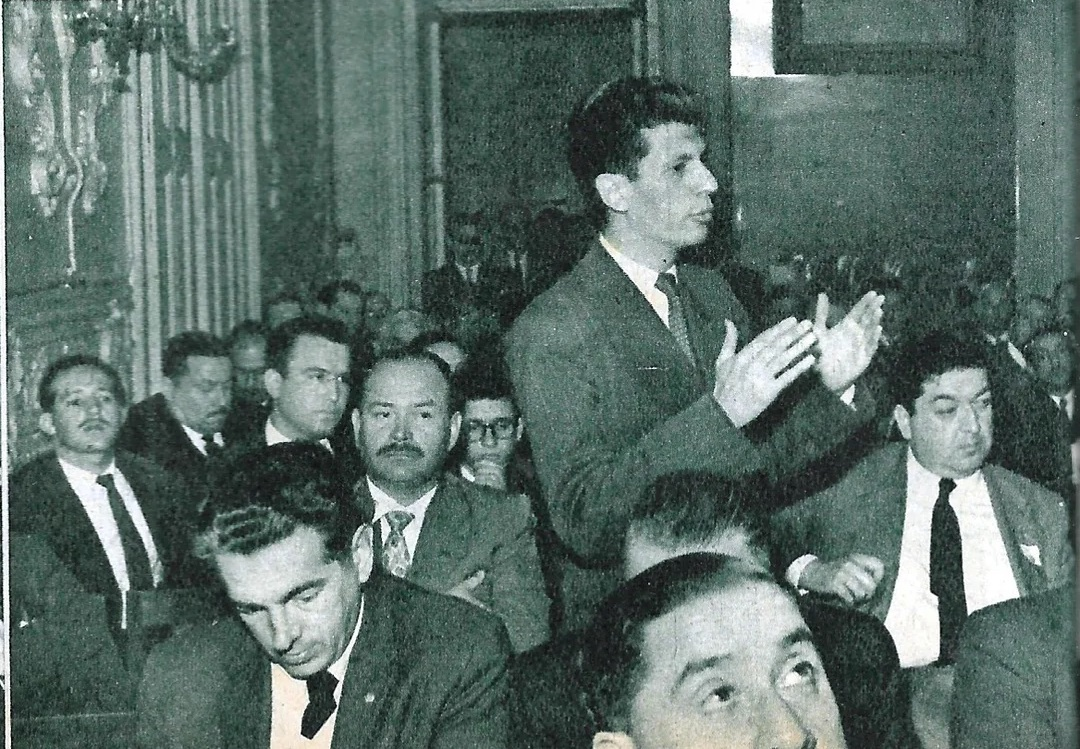
Ricardo Lagos a los 21 años en una Reunión del Partido Radical Chileno

Entre 1955 y 1959, da sus primeros pasos en política. Es elegido presidente del Centro de Alumnos de la Universidad de Chile y pronuncia su primer discurso desde el mismo lugar donde minutos antes lo hiciera Salvador Allende ante el expresidente de Guatemala, Juan José Arévalo. Se incorporó a las organizaciones de representación estudiantil: delegado de curso, delegado del Centro de Derecho en la Federación de Estudiantes de la Universidad de Chile (FECh) y presidente, en 1957, del Grupo Universitario Radical (GUR) la Escuela de Derecho y presidente del Centro de Estudiantes Derecho, entre 1958 y 1959.
En una primera etapa, fue militante del Partido Radical (PR). En 1958, en su calidad de presidente del Centro de Estudiantes de Derecho y miembro de la Juventud Radical, acompañó al candidato Luis Bossay, en algunas de sus giras de campaña de la campaña presidencial de ese año. Renunció a este partido en 1961, tras la incorporación de los radicales al gobierno del presidente Jorge Alessandri, quien había perdido su apoyo en las elecciones parlamentarias de 1961, pactando luego con el radicalismo, formando una coalición junto al Partido Liberal (PL) y el Partido Conservador (PCon).
En 1964, formó parte de los profesionales y técnicos agrupados en la Oficina Central de Planificación (OCEPLAN), organismo creado para enfrentar las elección presidencial de esa fecha. Al conocer a Volodia Teitelboim, se integró a la campaña presidencial de Salvador Allende, quien fue derrotado por el candidato del Partido Demócrata Cristiano (PDC), Eduardo Frei Montalva. Acompañó a Allende a una gira de campaña a la región de Antofagasta.
Al año siguiente, en 1965, Allende le ofreció ser candidato a diputado por Chiloé, declinando el ofrecimiento para dedicarse a su labor académica. 
Participó como delegado en el 26° Periodo de Sesiones de la Asamblea General de las Naciones Unidas, en Nueva York, en 1971. En esa oportunidad se integró al Consejo Económico y Social de la ONU. Por otra parte participó en la preparación de la III Conferencia de las Naciones Unidas sobre Comercio y Desarrollo en el Tercer Mundo (UNCTAD III), inaugurada en Santiago de Chile el 13 de abril de 1972.

### Dictadura militar

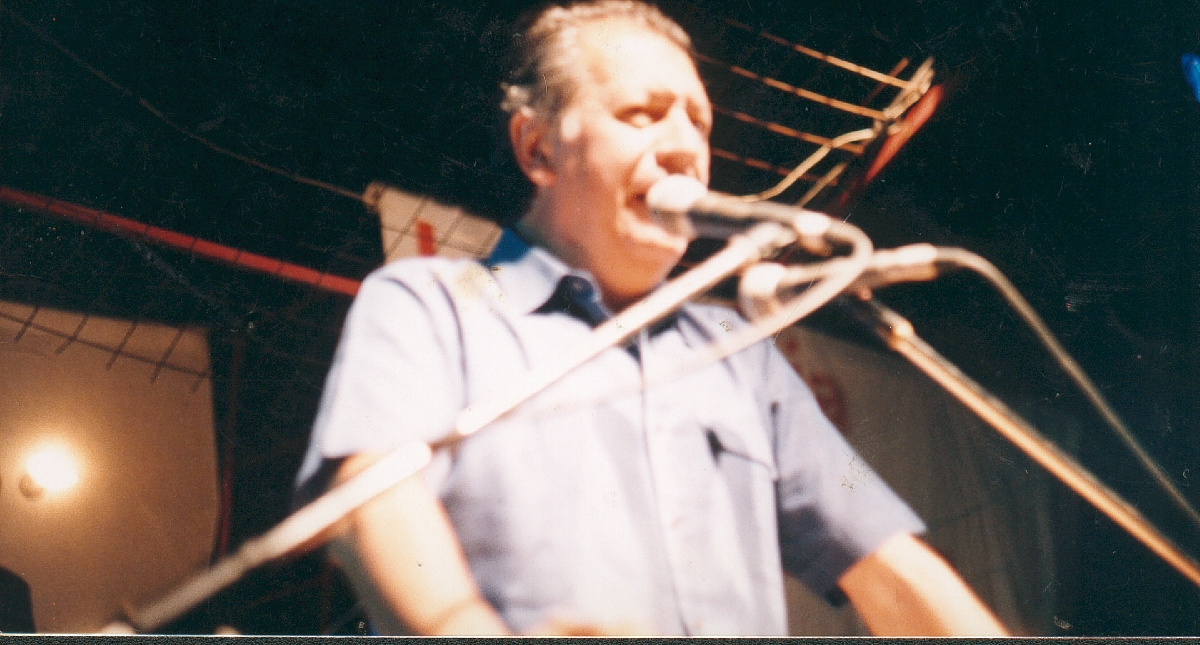
Ricardo Lagos durante su campaña a senador por Santiago Poniente, en las elecciones de 1989.

Durante la década de 1980,  asumió un papel fundamental en la lucha por la recuperación de la democracia. El año 1983, decidió abandonar su cargo de funcionario internacional en Naciones Unidas. En diciembre de ese mismo año, fue nombrado presidente de la Alianza Democrática (AD), coalición opositora a la dictadura militar integrada por demócrata cristianos, socialistas, radicales, socialdemócratas y derechistas moderados. Siendo uno de los líderes del Partido Socialista de Chile, integró la tendencia denominada los «suizos», la cual pretendió ser el nexo de unidad entre las distintas corrientes del socialismo chileno, dividido en «renovados» –moderados, participantes en la AD– y «almeydistas» –seguidores de Clodomiro Almeyda, más izquierdista, agrupados en el Movimiento Democrático Popular–.
El 7 de septiembre de 1986, fue detenido por la Policía de Investigaciones de Chile en las pesquisas luego del atentado contra Augusto Pinochet. Este hecho, según declaraciones del vocero de la dictadura militar Francisco Javier Cuadra, salvó a Lagos de morir asesinado junto con el periodista José Carrasco y otros cuatro opositores al régimen de Pinochet.
En 1987, como presidente del Comité de Izquierda por las Elecciones Libres, llama a la ciudadanía y a los partidos a inscribirse masivamente en los registros electorales a votar por la alternativa «No» en el plebiscito de octubre de 1988. Consecuente con esta convocatoria, es el líder fundador del Partido Por la Democracia (PPD), partido que originalmente se define como "instrumental", cuyo objetivo era realizar la campaña a favor de la opción «No» y contar con una red de apoderados que defendieran esta votación.
Ricardo Lagos se transformó en el líder indiscutido de los opositores del régimen de Pinochet cuando participa el 25 de abril de 1988 en el programa político De cara al país de Canal 13, el que realizó un ciclo con los principales dirigentes de los partidos políticos legalmente inscritos. Durante el capítulo correspondiente al Partido por la Democracia, al que asiste como su presidente, en una actitud valiente para esos tiempos señala que el triunfo del «No» será «el inicio del fin de la dictadura» e «impedirá que el general Pinochet esté 25 años en el poder»; Lagos mira a la cámara y levanta su índice para decirle directamente a todos los televidentes:

Usted, general Pinochet no ha sido claro con el país [...] Le voy a recordar, que el día del plebiscito de 1980 dijo que usted no sería candidato para 1989 [...] Y ahora, le promete al país otros ocho años con tortura, con asesinato, con violación de los derechos humanos. Me parece inadmisible que un chileno tenga tanta ambición de poder, de pretender estar 25 años en el poder. Chileno alguno nunca ha estado así. Raquel (Correa), usted me va a excusar, pero hablo por 15 años de silencio. Y me parece indispensable que el país sepa que tiene una encrucijada y una posibilidad de salir de esa encrucijada, civilizadamente, a través del triunfo del No.
Ricardo Lagos, 25 de abril de 1988.

Tras el triunfo de la opción «No» y pese a su importante liderazgo en la oposición, pierde al interior de la Concertación la opción de ser candidato presidencial, ante el precandidato demócratacristiano Patricio Aylwin y postulando a una senaturía por la circunscripción Santiago Poniente. El 14 de diciembre de 1989, al celebrarse los comicios legislativos, alcanza la segunda mayoría de la circunscripción, sin embargo no resulta elegido, pues su lista no alcanza a duplicar la votación de segunda lista más votada, requisito que imponía el sistema electoral chileno vigente en aquel entonces.

### Rol en los gobiernos democratacristianos (1990-2000)

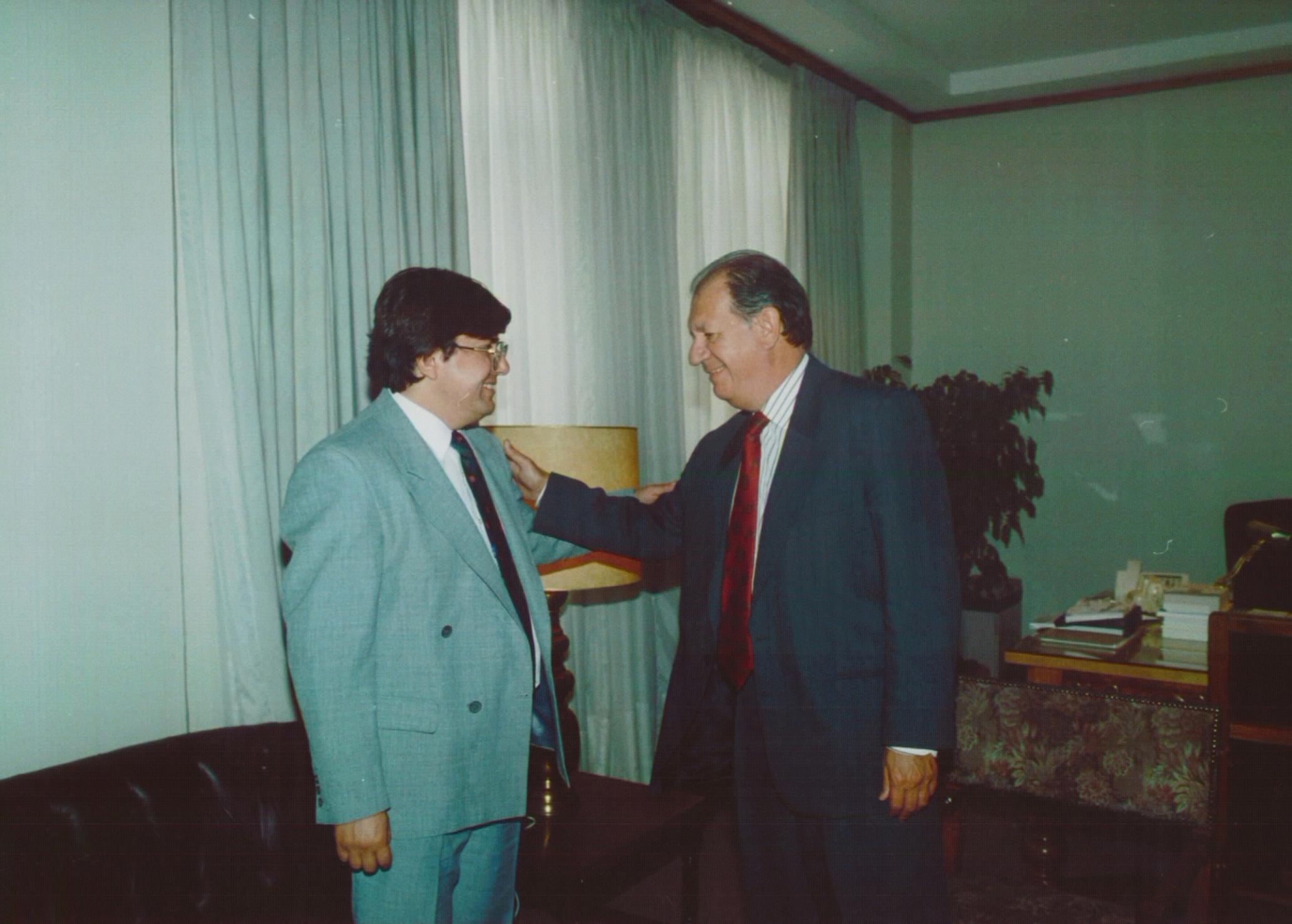
Lagos en 1994 como ministro de Obras Públicas.

El año 1990, el presidente Patricio Aylwin lo nombra ministro de Educación. Lagos inicia una reforma tendiente a lograr una mayor igualdad en el acceso y un alza en la calidad de la educación pública, intentando recuperar una educación pública que había sido sistemáticamente disminuida y desarticulada durante el gobierno anterior.
En junio de 1993, es uno de los candidatos en la primera elección primaria presidencial de la Historia de Chile, celebrada en la Concertación de Partidos por la Democracia. En esa ocasión fue claramente derrotado, quedando fuera de la elección presidencial, por Eduardo Frei Ruiz-Tagle (del Partido Demócrata Cristiano), quien es elegido finalmente como presidente.
En 1994, el mismo presidente Eduardo Frei Ruiz-Tagle lo nombra ministro de Obras Públicas, perfeccionando en este cargo el sistema de concesiones viales creado bajo el gobierno de Patricio Aylwin, integrando al sector privado en la construcción de las obras públicas y su posterior explotación.
Durante la presidencia de Eduardo Frei Ruiz-Tagle, continúa siendo líder de opinión y carta segura para la siguiente elección presidencial, lo que se ve ratificado por su nombramiento como uno de los integrantes del Comité de Doce Miembros Distinguidos de la Internacional Socialista, donde comparte con personalidades como Felipe González y Gro Harlem Brundtland. El comité tiene a su cargo la elaboración de propuestas para la renovación del pensamiento socialdemócrata para el siglo XXI.

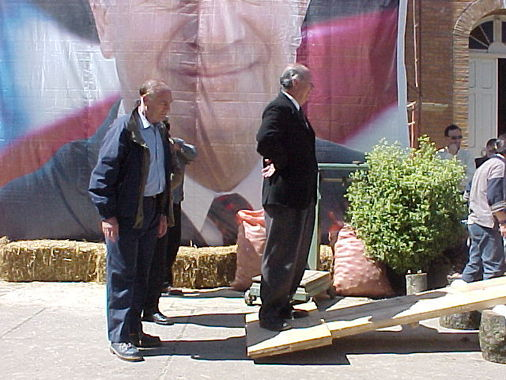
Ricardo Lagos (derecha) en un acto de su campaña presidencial en 1999.

En 1998 deja su labor de ministro de Obras Públicas para iniciar su campaña presidencial. Gana las elecciones primarias dentro de la Concertación al senador Andrés Zaldívar, del PDC, siendo proclamado candidato. Ésta fue la primera vez que en Chile se realizaron primarias abiertas, esto es, una elección en que podía votar cualquier ciudadano salvo que estuviese inscrito en partidos ajenos a la coalición.
En la elección presidencial de diciembre del mismo año superó a Joaquín Lavín (candidato de la Unión Demócrata Independiente, UDI), su contrincante más cercano, por treinta mil votos, lo que equivale a un voto por mesa. Al no haber logrado la mayoría absoluta, en enero de 2000, se realiza por primera vez en Chile la segunda vuelta electoral, para la cual Lagos reestructuró su comando de campaña, integrando al mismo a la ministra de Justicia, Soledad Alvear (líder del Partido Demócrata Cristiano), para así asegurar el voto humanista cristiano. Finalmente, derrota al candidato de la derecha, Joaquín Lavín, con el 51,3% de los votos, convirtiéndose en el nuevo presidente de la República de Chile, asumiendo el 11 de marzo de 2000. Es el único presidente de la República que ha sido militante del Partido por la Democracia (PPD).

## Presidencia (2000-2006)

### Política interior

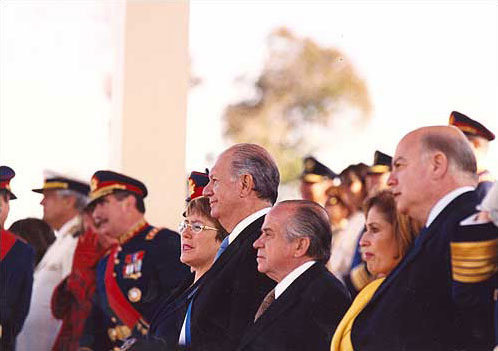
Ricardo Lagos dirigiendo la Parada Militar, el 19 de septiembre de 2002.

Durante el primer año de su mandato, debió hacer frente a un alto nivel de desempleo, generado por la inestabilidad política de la región, proceso que comenzó a revertirse durante finales de 2003. Pese a ello, Lagos ostentó un gran apoyo popular, que llegó a su punto máximo en los primeros meses de 2005, donde según diversas encuestas de opinión, su gobierno alcanzaba niveles superiores al 70% de aprobación, un nivel histórico. La política de cercanía con la gente se manifestó en la apertura de las puertas del Palacio de La Moneda, que estuvieron cerradas desde el golpe de Estado para los transeúntes. Así mismo, fue el primer presidente de Chile que recorrió todas las comunas del país.
Su Gobierno fue sacudido en el año 2001 por las acusaciones de cohecho en contra de Patricio Tombolini, Subsecretario de Transportes, como consecuencia de irregularidades en las Plantas de Certificación Técnica de Vehículos Motorizados, acusaciones por las que este último funcionario fue condenado judicialmente, siendo finalmente absuelto en forma completa por la Corte Suprema de Chile en el año 2007.
Desde 2002, su gobierno debió enfrentar las sospechas de corrupción política, debido al procesamiento de uno de sus ministros, Carlos Cruz, y de otros funcionarios del Ministerio de Obras Públicas, por el caso denominado MOP-Gate. La jueza que lleva la causa, Gloria Ana Chevesich detectó que en dicho Ministerio se encargaron asesorías a empresas externas, que funcionaron como fachada para el pago de asignaciones suplementarias a funcionarios del Ministerio. En otra arista de ese caso, y como consecuencia de una entrevista a Carlos Cruz, este reconoció que ministros, subsecretarios y otros representantes de exclusiva confianza del presidente, recibían pagos adicionales a su remuneración, figura que se denominó como "sobresueldos". La irregularidad fue reconocida por el presidente Ricardo Lagos, especificándose que la práctica se desarrolló también durante los gobiernos de Eduardo Frei Ruiz-Tagle y Patricio Aylwin, aunque se sospecha que ella es de larga data en Chile como forma de complementar las rentas de los funcionarios de mayor responsabilidad. La postura oficial del gobierno consistió en no reconocer características de delito en las prácticas y en establecer una reforma legal que aumentara los sueldos de ministros y subsecretarios de gobierno, materia que fue aprobada en su trámite legislativo.

Logotipo institucional del Gobierno de Chile durante las presidencias de Ricardo Lagos y su sucesora Michelle Bachelet en su primer gobierno.

Durante su gobierno fructificó la modalidad de las concesiones, en que el Estado, sin perder la propiedad de las obras que licita, las entrega para su ejecución y operación a consorcios privados. Además, durante su mandato se gestó el Transantiago —actual Red Metropolitana de Movilidad—, proyecto que renovó un sistema de transporte público anacrónico ("micros amarillas"); el nuevo sistema tuvo serios problemas en su diseño e implementación, los que han sido paulatinamente corregidos.
Dentro de su política social se creó un seguro de desempleo, pagado por el Estado, los empleadores y los trabajadores; la ley para reformar el sistema de salud mediante garantías explícitas a la atención (Programa AUGE); el programa de erradicación de campamentos (Chile Barrio); un programa de protección social para familias en situación de extrema pobreza (Chile Solidario); la implementación de la Jornada Escolar Completa, que sería duramente cuestionada por la movilización estudiantil de 2006 en Chile; la escolaridad obligatoria durante 12 años; la creación de una institucionalidad cultural central (Consejo Nacional de la Cultura y las Artes); y el ya mencionado plan de transporte público en Santiago llamado Transantiago.
Además durante su mandato se aprobó la primera ley de matrimonio civil que permitió el divorcio vincular en la historia de Chile; se inició la aplicación de la reforma procesal penal; se crearon los Tribunales de Familia, aplicando el procedimiento oral a estas materias para hacer más expedita su resolución; se aprobó la Ley de Financiamiento Estudiantil con Aval del Estado, con fuertes críticas del movimiento estudiantil; y se aprobaron una de las más amplias modificaciones a la Constitución de 1980, desde que entró en vigencia.

### Derechos humanos

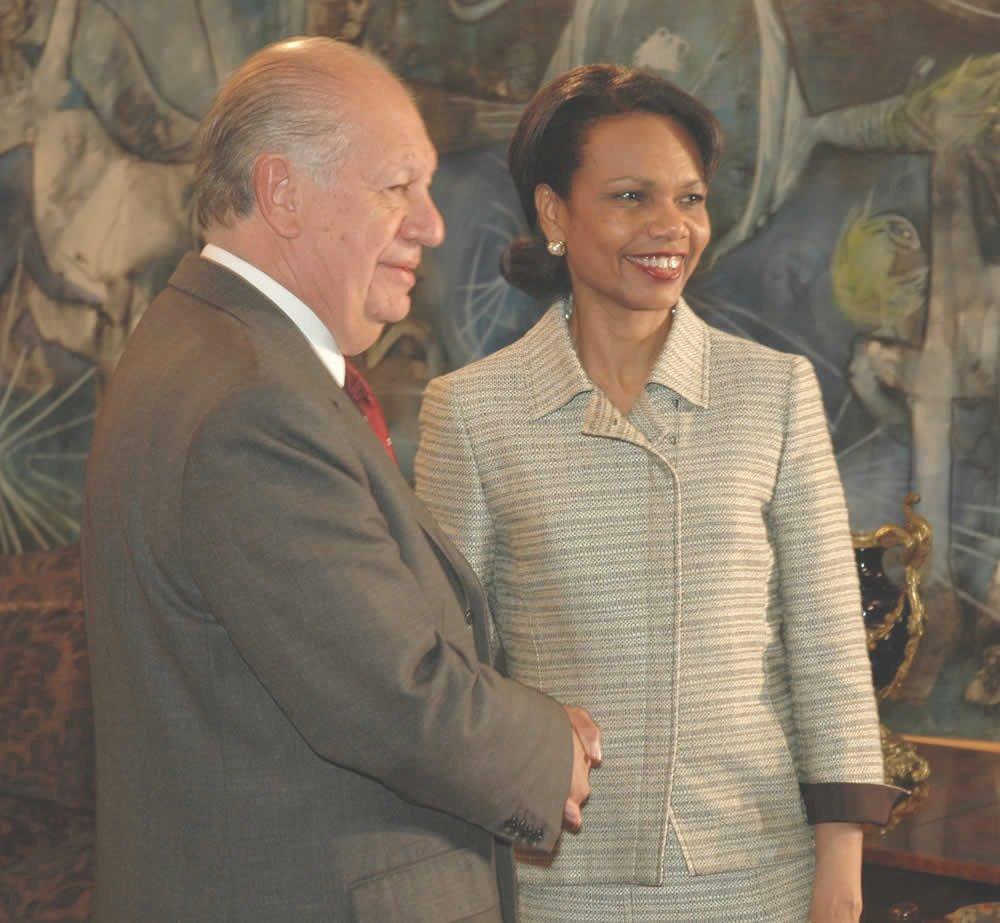
Ricardo Lagos con la Secretaria de Estado de los Estados Unidos, Condoleezza Rice en 2005.

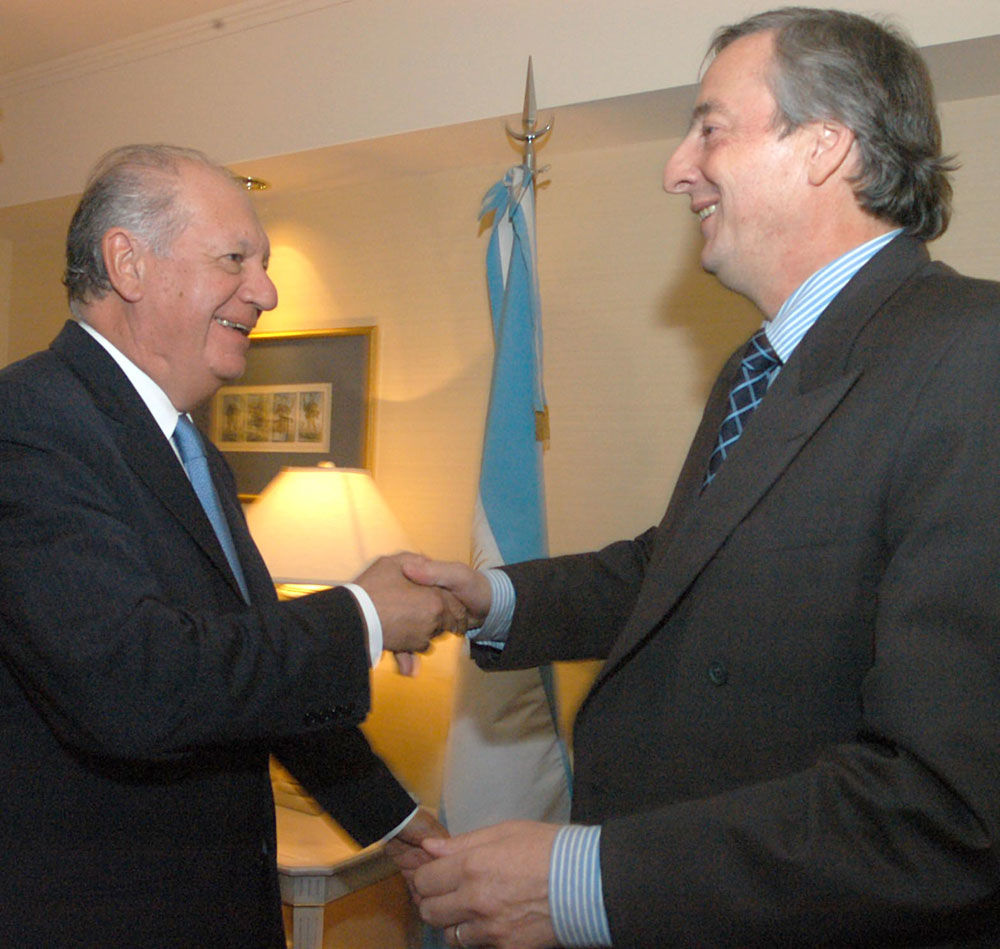
Ricardo Lagos con Néstor Kirchner.

Todos los gobiernos de la Concertación generaron avances en materia de aclarar los crímenes cometidos durante la dictadura militar. Durante el gobierno de Aylwin se emitió el Informe Rettig que dio cuenta de los ejecutado políticos y detenidos desaparecidos. Con Frei, se crearon las mesas de diálogo en que las Fuerzas Armadas debieron entregar la información que mantenían sobre el paradero de los detenidos desaparecidos. Ricardo Lagos formó una comisión para establecer la magnitud de la tortura en Chile. El 28 de noviembre de 2004, el día anterior al lanzamiento del Informe Valech, el presidente Lagos anunció que el gobierno proveería compensación a aproximadamente 30 000 víctimas de violaciones de los derechos humanos bajo la dictadura militar. De las 35 868 personas que testificaron ante la Comisión Nacional sobre Prisión Política y Tortura, aproximadamente 30 000 casos fueron considerados legítimos. El 15 de junio de 2005, Lagos ingresó al Congreso Nacional el proyecto de ley N.º 20.405 que crea el Instituto Nacional de Derechos Humanos de Chile, el cual se constituiría en 2010.

### Relaciones internacionales
Durante 2004 debió enfrentar una serie de tensiones en su relación con los países sudamericanos, provocadas por la antigua aspiración boliviana de salida al mar. La situación engarzó con la crisis energética sufrida por Argentina, quien provee de gas natural a Chile. En reuniones bilaterales entre Carlos Mesa, presidente boliviano y Néstor Kirchner presidente argentino, el primero condicionó la venta de gas boliviano a Argentina a que "ni siquiera una molécula de gas fuera vendida a Chile". A su vez, el presidente venezolano, Hugo Chávez, apoyó en diversas instancias la ambición marítima boliviana, produciéndose un impasse diplomático entre ambas naciones. La tensión entre gobiernos decreció durante julio de 2004. Anteriormente ya había habido tensión cuando el gobierno de Chile, a través de su embajada en Caracas, fue el único país del continente en reconocer el gobierno que se instaló por algunas horas mediante un golpe militar contra el presidente Hugo Chávez en 2002, que sería rápidamente frustrado.
Su mandato destaca por la firma de tratados de libre comercio, con la Unión Europea, Estados Unidos, China y Corea.
Finalmente, es importante mencionar la firme posición de Chile en el seno de las Naciones Unidas para evitar la invasión de Irak. Chile logró superar las múltiples presiones de EE. UU. y Reino Unido, y jugó un papel clave en el voto condenatorio de las Naciones Unidas a esta acción bélica.

### Críticas a su gobierno

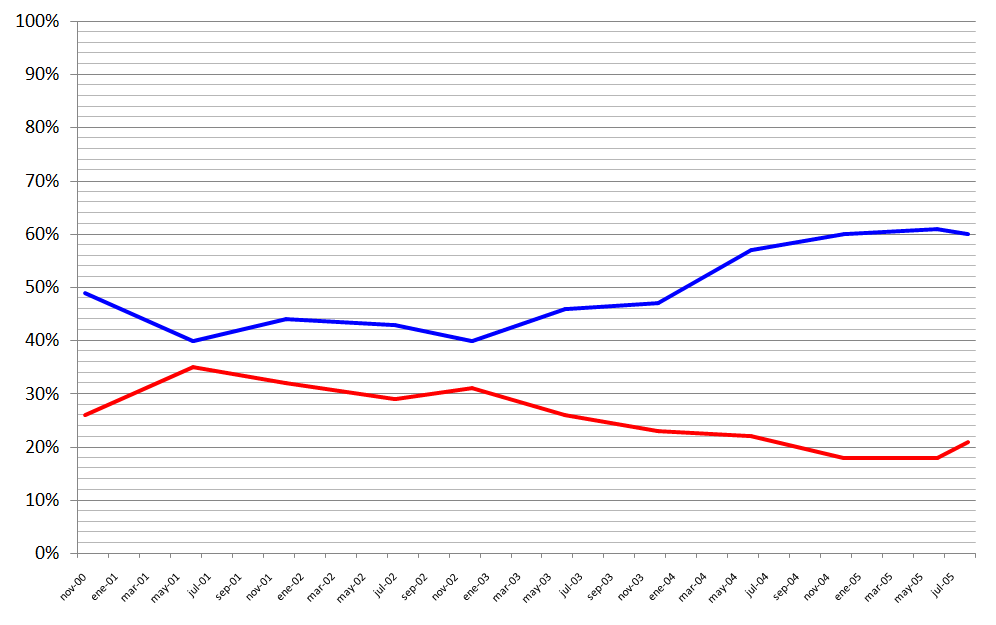
Niveles de aprobación (azul) y desaprobación (rojo) de Ricardo Lagos, según la encuesta CEP.

#### Relación con los grupos económicos de poder
El año 2001, Ricardo Lagos envió la "Ley Corta de Pesca" con una vigencia de 10 años en la cual se le aseguraban casi un 80% de las cuotas totales al holding empresarial del Grupo Angelini. La ley fue tramitada en el congreso gracias a la participación del por aquel entonces presidente del senado, Andrés Zaldívar, junto a su hermano Adolfo Zaldívar (por entonces, presidente del Partido Demócrata Cristiano). La ley permitió que las acciones de Itata aumentaran en más de un 200% en menos de dos años. Posterior a ello, el año 2002, se extendió la LMCA a las regiones I y II, lugar en donde la principal empresa pesquera corresponde a Eperva, también perteneciente al grupo Angelini. Nuevamente gracias al apoyo de Andrés Zaldívar junto a Julio Lagos y Sergio Bitar, la ley fue promulgada en menos de 18 meses. La intervención por parte de los hermanos Zaldívar fue duramente criticada debido a la gran inversión que tenían en dicha empresa, sin contar que el presidente del directorio de Eperva era el Felipe Zaldívar Larraín, tercer miembro de la familia Zaldívar.
Durante el gobierno de Ricardo Lagos, el por entonces presidente del Banco Estado Jaime Estévez, fue increpado por participar en el préstamo de 120 millones de dólares al grupo Luksic en el proceso de compra del Banco de Chile.
Andrónico Luksic Craig, líder del consorcio empresarial Grupo Luksic (consorcio que posee la mayor fortuna económica de Chile) fue citado por Ricardo Lagos durante una entrevista al diario La Tercera:

Tanto Andrónico Luksic padre, como Anacleto Angelini me merecen admiración. Cuando era chico había un libro que se llamaba forjadores de Chile, y ahí figuraba José Santos Ossa y otros personajes que no salen en la mayoría de los libros de historia, donde aparecen sólo presidentes y generales. Mi percepción es que ellos son los forjadores de ahora.
La Tercera / Infolatam
Santiago.- 5/03/2006

#### Corrupción
Los actos de corrupción acontecidos durante su gestión son uno de los aspectos más críticos de su gobierno. La connotación de ello no ha sido menor, dado que el Índice de Percepción de Corrupción en Chile en general es bajo, especialmente en relación con sus vecinos sudamericanos.
Los casos MOP-Gate, MOP-Ciade, CORFO-Inverlink, EFE, fueron los casos de corrupción que sacudieron su gobierno. Estas malas prácticas se expandieron en los altos niveles de la administración pública y en ellos participaron colaboradores muy cercanos al exmandatario. En enero de 2003 se ordena la detención del Ministro de Obras Públicas, Transportes y Telecomunicaciones, Carlos Cruz. La investigación llevada adelante por la jueza Gloria Ana Chevesich contabilizó innumerables aristas como MOP-Prograf, MOP-Idecon, MOP-Cycsa, MOP-Délano y MOP-Gesys, entre otras, las cuales versaron sobre irregularidades que van desde la falsificación de instrumentos públicos y licitaciones preacordadas hasta el fraude al fisco, pasando por el pago de sobresueldos y el desvío de fondos públicos, involucrando a decenas de personas. Finalmente, en julio de 2010 se dictó sentencia a 14 personas, entre ellas Cruz, que fue condenado a tres años de pena remitida y una multa de más de 799 millones de pesos. Otro de los inculpados, el exjefe de finanzas del MOP, Sergio Cortés, deberá purgar cinco años de presidio remitido, pero con libertad vigilada.[cita requerida]

#### Transantiago
Durante el gobierno de la presidenta Michelle Bachelet, se le ha responsabilizado (por parte de la oposición y del mismo gobierno) por los inconvenientes que ha generado el sistema de transporte público denominado Transantiago, el que ha drenado recursos estatales, lo que ha causado molestias en la oposición y en la mayoría de la ciudadanía.

#### Derechos Humanos

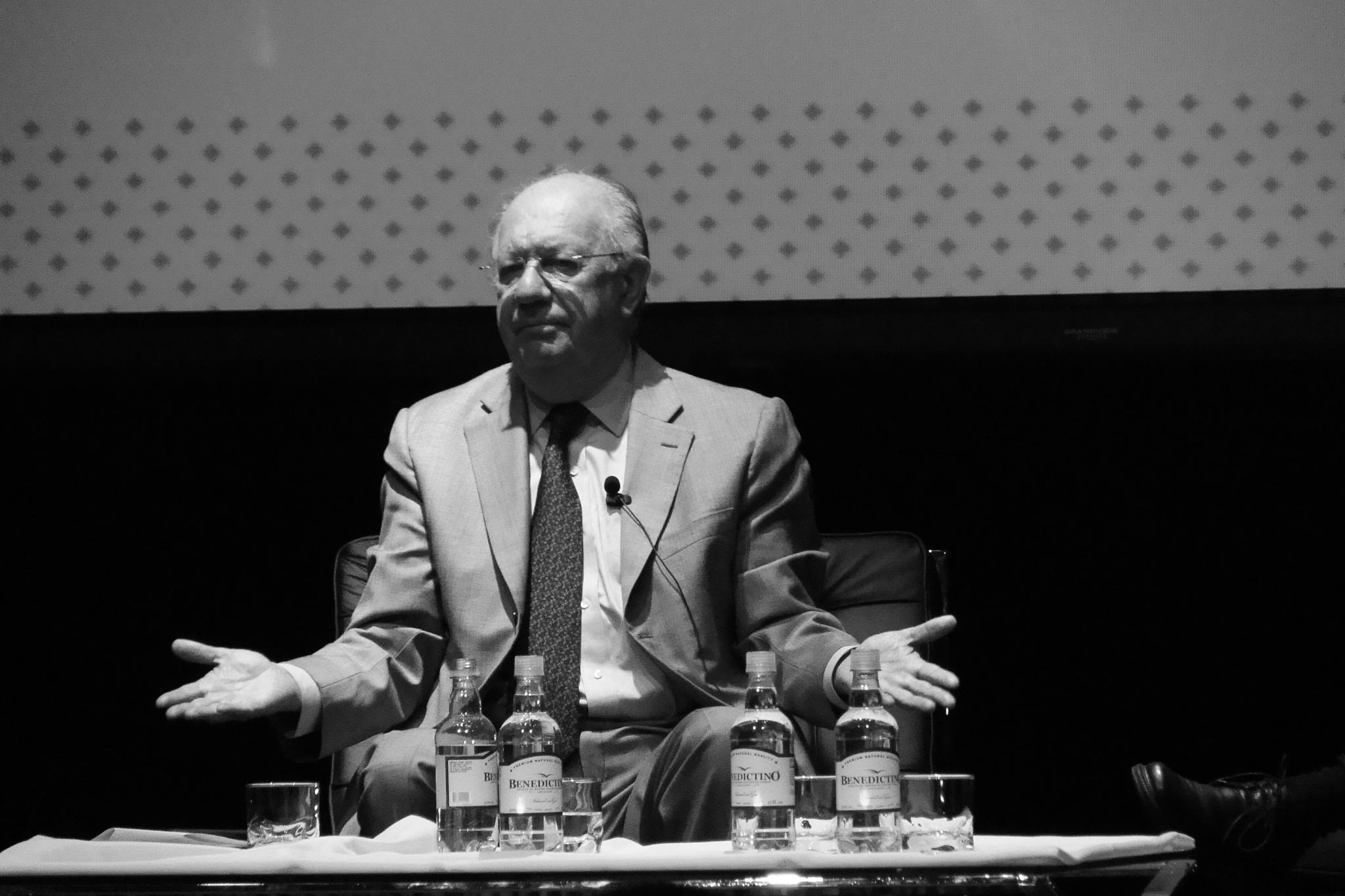
Ricardo Lagos en una conferencia en 2010

Tras la Ocupación de la Araucanía, una zona que comprende los terrenos ubicados al sur del Río Biobío, el Estado comenzó a entregar las tierras de las comunidades mapuches a terceros (1883-1930), en el proceso conocido como "reducción". Desde esa época, las distintas generaciones de mapuches han intentado por distintas vías, la recuperación de tales territorios considerados ancestrales. A partir de 1997 comenzaron una serie de ocupaciones, tomas y atentados incendiarios en los predios pertenecientes a empresas forestales (principalmente las dependientes de COPEC y CMPC) y consideradas por muchas comunidades como territorio ancestral. La respuesta estatal a esta situación se ejecutó en su mayor parte durante el gobierno de Ricardo Lagos.
Se sindicó a la Coordinadora de Comunidades en Conflicto Arauco-Malleco, como una organización de carácter terrorista y fue perseguida como tal, encarcelándose a sus dirigentes en procesos cuya legalidad ha sido cuestionada por grupos mapuche, organizaciones de derechos humanos chilenas e internacionales y el Relator Especial para Pueblos Indígenas de las Naciones Unidas. Ejemplos paradigmáticos de esta situación lo constituye el llamado "Caso loncos" -donde los lonkos Pascual Pichun y Aniceto Norin fueron condenados a 5 años y 1 día de prisión por "amenaza de incendio terrorista" y el "Caso Puluco-Pidenco" -donde cuatro comuneros fueron condenados a 10 años y un día de prisión por "incendio terrorista". Estos casos han sido descritos por el Relator Especial para Pueblos Indígenas de las Naciones Unidas Rodolfo Stavenhagen, como juicios que presentan una legalidad cuestionable. Los hechos fueron denunciados a la Comisión Interamericana de Derechos Humanos, por infracción al debido proceso, reconocido en la Convención Americana sobre Derechos Humanos, entre otros fundamentos, que decretó su admisibilidad. Por otra parte, el Comité de Derechos Humanos, que vigila el cumplimiento del Pacto Internacional de Derechos Civiles y Políticos, en sus observaciones al informe de Chile, también impugnó las prácticas contra el movimiento mapuche. En este sentido, instó al Estado chileno a modificar la Ley N.º 18.314, sobre conductas terroristas (conocida como ley antiterrorista).

#### Medio Ambiente
Durante su gobierno se produjo el desastre del río Cruces, provocado por la empresa productora de celulosa CELCO propiedad de Celulosa Arauco, en que se afectó seriamente el Santuario de la Naturaleza Carlos Anwandter probablemente por el exceso de dioxinas, haciéndose emblemático el caso por la masiva muerte y migración de los cisnes de cuello negro. Ante esta situación la autoridad ambiental ordenó que la empresa rebajara en un 20% su producción y que presentara en el plazo de 2 años una alternativa de descarga de los RILES. La opción que propuso la empresa fue lanzarlos al mar a través de un emisario submarino frente a las costas de Mehuín lo que fue señalado por Lagos como "la única alternativa posible". Sin embargo la oposición de pescadores y comunidades mapuche lafkenche del sector ha impedido que se lleven a cabo los estudios pertinentes, aún después de terminado el gobierno de Lagos.
En los últimos días de su período, durante el mes de febrero, la Comisión Nacional del Medio Ambiente dio su aprobación al cuestionado proyecto minero binacional Pascua Lama, presentado por la trasnacional canadiense Barrick Gold, ello una vez concluidos los procedimientos legales que norman la participación ciudadana en la "Evaluación de Impacto Ambiental" a los que son sometidos este tipo de proyectos. La mina se ubica debajo de los tres glaciares que alimentan el valle del Río Huasco, último río vivo en el Desierto de Atacama.

#### Prensa
Por otro lado, Ricardo Lagos fue criticado por algunos y aplaudido por otros por denunciar lo que él consideraba una gran concentración y falta de pluralidad de los medios de comunicación impresos, en manos de dos grandes consorcios históricamente vinculados a los poderes económicos y a la oposición. En septiembre de 2005, Lagos envió una carta a Agustín Edwards Eastman, director del periódico chileno El Mercurio, en la que señala que 

Ha terminado el suyo siendo un diario al servicio de una tribu, la tribu que desea sembrar el odio a través de los que escriben su página editorial y la tribu de los que quieren atacar no importa por cuáles medios.

Sin embargo, durante el gobierno de Ricardo Lagos, nunca se discutió ni se puso como tema de discusión el dinero brindado por el Estado a los principales medios de prensa escrito del país. El Estado chileno subsidió directamente a El Mercurio y a Copesa (consorcio de prensa escrita al cual pertenece el diario La Tercera), asignándole 80 % de los recursos publicitarios destinados a la prensa escrita durante 2005.
Otro caso emblemático se sucedió cuando Lagos con indignación criticó al programa Contacto (del entonces canal católico de la televisión abierta chilena; Canal 13) debido a que en un episodio se mostró algunos aspectos negativos de lo que fueron los planes Puente. El exmandatario consiguió salir al aire después de la transmisión para entregar su visión.

## Distinciones y condecoraciones

Escudo de Ricardo Lagos como caballero de la Orden de Isabel la Católica (España).

### Condecoraciones nacionales
- Gran Maestre de la Orden de Bernardo O'Higgins ( Chile, 2000-2006).
- Gran Maestre de la Orden al Mérito de Chile ( Chile, 2000-2006).

### Doctorhonoris causa
- Universidad de Magallanes, Chile (2008)

### Condecoraciones extranjeras
- Gran Cruz adornada con el Gran Cordón de la Orden al Mérito de la República Italiana ( Italia, 2000).
- Gran Cruz de la Orden al Mérito Civil ( España, 1991).[34]
- Collar de la Orden de Isabel la Católica ( España, 2001).
- Miembro de I Clase de la Orden de la Doble Cruz Blanca ( Eslovaquia, 2001).
- Gran collar de la orden del Infante Don Enrique ( Portugal, 2001).
- Gran cruz con collar de la Orden al Mérito de la República de Hungría ( Hungría, 2002).
- Gran cruz de la Orden al Mérito de la República de Polonia ( Polonia, 2002).
- Caballero de la Gran Orden del Rey Tomislav ( Croacia, 2004).
- Collar de la Orden de la Estrella de Rumania ( Rumania, 2004).

### Doctorhonoris causa
- Universidad de Salamanca  España (2005)
- Universidad de Harvard  Estados Unidos (2018)

## Actividad pública tras la presidencia

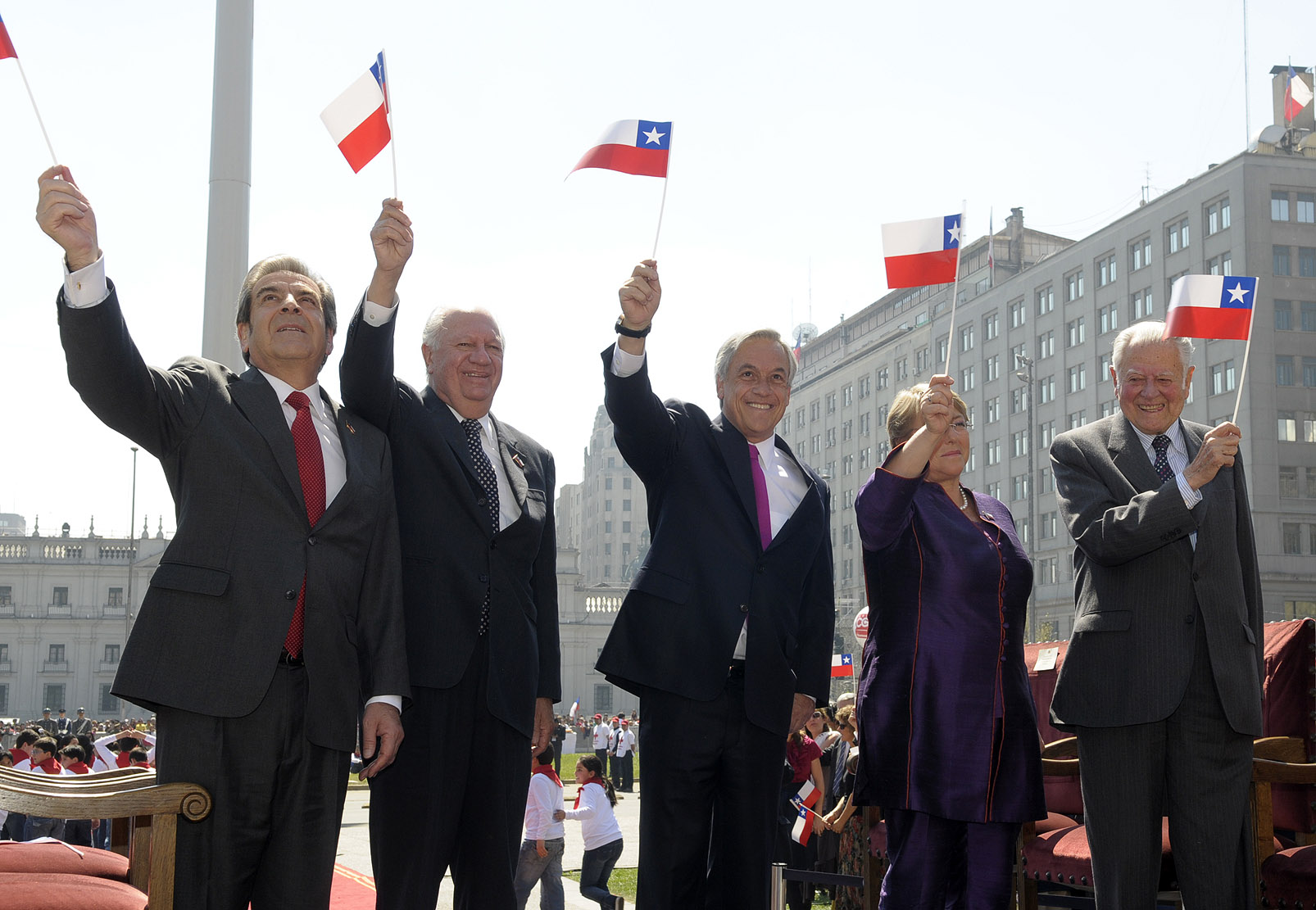
Lagos (segundo de izquierda a derecha) en las celebraciones del Bicentenario de Chile en 2010.

Después de abandonar la presidencia, Lagos fue responsable de un seminario especial llamado «Democracia y Desarrollo en Latinoamérica», de un mes de duración, en el Centro para Estudios Latinoamericanos de la Universidad de California, Berkeley.
El 24 de marzo de 2006, anunció el lanzamiento en Santiago de una fundación propia llamada «Democracia y Desarrollo», desde donde se organiza una intensa agenda internacional. Su amigo Herman Chadwick Piñera, designado por el mismo Lagos como presidente del Consejo Nacional de Televisión de Chile (CNTV) durante su presidencia, contribuyó con 10 000 dólares para la gestación de la fundación, siendo además uno de los invitados a la ceremonia de inauguración. En mayo del mismo año, Chadwick asumió la presidencia de la Asociación de Concesionarios de Obras de Infraestructura Pública (Copsa), que controlaría las concesiones de obras viales a través del sistema creado durante la presidencia de Lagos.
Solo tres días después, viajó a Estocolmo, donde asumió como presidente del Club de Madrid por dos años más, una organización exclusiva de antiguos presidentes creada para promover más y mejor democracia a través del mundo, de la cual aún forma parte. También asume la Mesa Directiva de copresidencia del Diálogo Inter-Americano.
En mayo de 2007, la Universidad de Brown anuncia que Lagos tendría un cargo docente en el Instituto de Watson para Estudios Internacionales por un periodo de cinco años, que fue alargado por dos años, empezando el 1 de julio de 2007. El 1 de mayo de 2007 fue designado por el secretario general de la ONU, Ban Ki-moon, enviado especial para el cambio climático de la ONU, junto con la ex primera ministra noruega Gro Harlem y el excanciller surcoreano, Hang Seung-soo. Este nombramiento ha sido criticado en una carta abierta firmada por veinte ONG ecológicas destinada a Ban Ki-moon. En la carta las organizaciones critican el pobre desempeño del gobierno de Lagos en asuntos medioambientales como el tema del proyecto Pascua Lama y la muerte de Cisnes de Cuello Negro, entre muchos otros problemas. Lagos ha rechazado tales críticas aludiendo a que dichos expertos medioambientales "no saben nada" e indicando con ambigüedad que desde su punto de vista el tema se relaciona simplemente con que "la situación ambiental de Chile se debe entender en el contexto de su veloz ritmo de desarrollo".
En diciembre de 2007, el expresidente pidió excusas públicamente a los millones de santiaguinos afectados por la planificación de la reforma al transporte metropolitano, denominado Transantiago.
En 2008 la Fundación Konex de la Argentina le otorgó el Premio Konex Mercosur como una de las personalidades más relevantes de la década en la región. Para las Elecciones del 2009, se le pidió varias veces que fuera como candidato, dado que según los sondeos él era el posible candidato que se acercaba más al aventajado Sebastián Piñera, desde inicios del 2008, Lagos dio varios sí y varios no, pero siempre decía que se negaría a competir en primarias con su colega José Miguel Insulza, y menos dentro de la Concertación con el expresidente Eduardo Frei Ruiz-Tagle o la senadora Soledad Alvear, decidió mantenerse neutral ante esta situación. El 4 de diciembre de 2008 confirmó que no sería candidato para el 2009 y desde entonces se mantuvo neutral completamente frente al tema.
Continuó con una intensa agenda internacional, participando en encuentros como la Cumbre de Delhi sobre Desarrollo Sostenible, en febrero de 2011 
(Delhi Sustainable Development Summit) y en el 10.º aniversario y Conferencia Anual del Club de Madrid, noviembre de 2011.
Además forma parte de la organización internacional Crisis Group y participa del Foro Iberoamericano.
El 27 de diciembre de 2011 se reunió con el presidente Sebastián Piñera para tratar diferentes temas entre ellos le planteó el fin del sistema binominal ya que lo calificó como un cáncer que debe ser cambiado de raíz y sin "cálculos mezquinos". En consecuencia, junto al binominal, hay distintas fórmulas para poderlo reemplazar", fue enfático en aclarar que está disponible a sentarse a analizar la reforma al sistema electoral, pero partiendo de la base que el sistema "se acabó".
En noviembre del 2012, Ricardo Lagos fue invitado a una conferencia magistral en la Cátedra Latinoamericana Julio Cortázar: América Latina Hoy. Desafíos después de la crisis; Universidad de Guadalajara. En los mismos días, en la Feria del Libro de México, participó en el reconocimiento a Carlos Fuentes, escritor mexicano fallecido unos meses antes.
En 2013, fue invitado por la Universidad de São Paulo, a dar inicio a la Cátedra José Bonifacio, Brasil.
El 13 de abril de 2018, tras una invitación de un organismo dependiente de la Secretaría General de ONU, se unió a un Consejo Asesor del Departamento de Asuntos Económicos y Sociales (DESA).

### Precandidatura presidencial en 2017
El 2 de septiembre de 2016 Lagos publicó una declaración pública en la que anunció su disposición a repostularse como candidato a la presidencia de su país para enfrentar los «profundos cambios» que se han experimentado en el mundo y en el país. En dicha declaración sostuvo que «si chilenas y chilenos consideran que nosotros podemos llevar adelante una propuesta de avance y progreso y que entregue a las nuevas generaciones un Chile fortalecido, yo no me restaré a ese desafío».
El 10 de abril de 2017, luego de que las encuestas arrojaran alrededor de solo un 3 % de las preferencias, y sumado al hecho que el Partido Socialista de Chile finalmente decidió apoyar a Alejandro Guillier para las primarias de la Nueva Mayoría, Lagos decidió declinar su candidatura presidencial, afirmando que «He puesto todo mi empeño por llevar este mensaje político a los chilenos, pero veo también que en mi propio espacio político, la centroizquierda, no se ha provocado una convergencia en torno a este proyecto».

### Plebiscitos constitucionales de 2022 y 2023
En el marco del Plebiscito Constitucional de 2022, Lagos publicó una carta en la cual evitó referirse a si votaría apruebo o rechazo a la propuesta constitucional del 4 de septiembre de 2022, «revelandose a ser encasillado». Sin embargo, en una entrevista fue muy crítico del trabajo de la Convención, el exmandatario señaló que el plebiscito no pondrá término al debate sobre una nueva Constitución porque el resultado de la consulta será estrecho. Y enfatiza: «Nadie le obliga a usted a marcar el voto». Asimismo, también señaló que los constituyentes no debieron «ser tan partisanos». Por otro lado, propuso que el proceso constituyente debiese continuar en Chile tras el Plebiscito.
En las elecciones de consejeros constitucionales manifestó públicamente su apoyo a Jaime Ravinet señalando que fue un «colaborador leal en mi gobierno». En ése momento Ravinet iba apoyado por la derecha y la oposición al gobierno, esto le valió críticas por el oficialismo. Más tarde salió a reconocer "su error".
Posteriormente y en el marco del Plebiscito Constitucional del 17 de diciembre de 2023 señaló públicamente su opción por el rechazo a la carta magna propuesta por el Consejo Constitucional señalando que «no veo que esta propuesta constitucional nos ayude a cohesionarnos como chilenos, como sociedad». Añadiendo que, «siento una gran decepción ante la forma como ha concluido este proceso para crear una nueva Constitución. Lo que tenemos hoy es el texto de un sector que se cree con el derecho de imponer su veto al resto de los chilenos». «La inspiración ideológica, que puede ser legítima en otro ámbito del debate político, se ha impuesto de forma que nos entrega un texto partisano, sin ninguna posibilidad de representar a la Nación como un todo».

### Archivo Ricardo Lagos
El lunes 29 de abril de 2024, la Universidad Diego Portales lanzó el denominado Archivo Presidente Ricardo Lagos, compuesto por 70.000 registros representativos de más de 200.000 documentos de texto, audios, videos y fotografías reunidos a lo largo de la historia del expresidente chileno.
El archivo es resultado de la colaboración entre la universidad chilena y la Fundación Democracia y Desarrollo.

### Retiro de la vida pública
A fines de enero de 2024, el expresidente Lagos a los 85 años de edad anunció a través de un vídeo su retiro de la vida pública y el cierre de su oficina del municipio de Providencia, en la capital chilena, donde ha funcionado por años la Fundación Democracia y Desarrollo. Su decisión radica en su avanzada edad y a la disminución de algunas capacidades físicas.

## Publicaciones
- Lagos Escobar, Ricardo. La concentración del poder económico: su teoría: realidad chilena. Santiago de Chile. Del Pacífico, 1962. 181 p. 4 ediciones
- Lagos Escobar, Ricardo; Ullrich Burckhardt, Kurt. Agricultura y tributación: dos ensayos. Santiago, Chile. Universidad de Chile, Instituto de Economía, 1965. xiv + 188 p. 2 ediciones
- Lagos Escobar, Ricardo. La industria en Chile: antecedentes estructurales. Santiago, Chile. Universidad de Chile, Instituto de Economía, 1966. 232 p.
- Lagos Escobar, Ricardo. América Latina: algunos hechos económicos recientes y su poder de negociación, en: Estudios internacionales.-- año XIII, no.51 (1980 julio-septiembre), p. 291-308.
- Lagos Escobar, Ricardo. Democracia para Chile: proposiciones de un socialista. Santiago. Pehuén, 1985, 248 p.
- Lagos Escobar, Ricardo. Hacia la democracia. Santiago. Ediciones Documentas, 1986, 120 p.
- Lagos Escobar, Ricardo. Las ciencias sociales en el proceso de democratización. Santiago de Chile. FLACSO, Facultad Latinoamericana de Ciencias Sociales, 1991. 45 p.
- Lagos Escobar, Ricardo. Infraestructura y desarrollo. Clase magistral. Santiago, Ediciones Universidad Tecnológica Metropolitana, 1996.
- Lagos Escobar, Ricardo; Muñoz, Heraldo. The Pinochet dilemma, en: Foreign policy.-- no.114 (spring 1999), p. 26-39.
- Lagos Escobar, Ricardo; Muñoz, Heraldo. El dilema Pinochet, en: Nueva sociedad.-- no. 161 (mayo/junio de 1999), p. 70-76.
- Lagos Escobar, Ricardo. Crecimiento con equidad, en: Leviatán.-- No. 77/78 (Otoño/invierno 1999), p. 199-208.
- Lagos Escobar, Ricardo [et al.]. Globalización XXI: América Latina y los desafíos del nuevo milenio. Santiago. Aguilar Chilena de Ediciones, 2000. 223 p
- Lagos Escobar, Ricardo. Los 12 compromisos con la pequeña empresa, en: Mundo pyme.-- Año 1, no. 1 (dic. 2000/ene. 2001), p. 22-23.
- Lagos Escobar, Ricardo. Abrir las puertas: discursos escogidos marzo de 2000 - mayo de 2001. Santiago, Secretaría de Comunicación y Cultura, 2002. 253 p. 2 ediciones.
- Lagos Escobar, Ricardo. Abrir las puertas: discursos escogidos junio de 2001 - mayo de 2002. Santiago de Chile, Secretaría de Comunicación y Cultura, 2003. 425 p. 2 ediciones.
- Lagos Escobar, Ricardo. No hay mañana sin ayer: Propuesta del Presidente Ricardo Lagos en materia de Derechos Humanos. Santiago de Chile: Ministerio Secretaría General de Gobierno, 2003.
- Lagos Escobar, Ricardo. The 21st century, a view from the South. Londres, Ediciones First, 2005. 239 p.
- Lagos Escobar, Ricardo. El futuro Comienza Hoy. Santiago de Chile, Copa Rota, 2008. 110 p.
- Lagos Escobar, Ricardo [editor]. Cien años de Luces y Sombras. Santiago de Chile, Taurus, 2010. Dos tomos.
- LAgos Escobar, Ricardo América Latina y el Mundo que se viene. Santiago de Chile, Random House Mondadori. Columnas publicadas en El Clarín entre 2006 - 2011.
- Lagos Escobar, Ricardo; Landerretche, Óscar. El Chile que se viene. Santiago de Chile, Catalonia, 2011. 388 p.
- Lagos Escobar, Ricardo. Así lo vivimos. Santiago de Chile, Taurus, 2012. 356 p.
- Lagos Escobar, Ricardo; Fuentes, Carlos. El siglo que despierta: Carlos Fuentes y Ricardo Lagos en conversación. Santiago de Chile, Taurus, 2012. 231 p.
- Lagos Escobar, Ricardo. Chile: Avances en las ciencias sociales, en Americas Quarterly.-- Edición Especial (Otoño 2012), p.  4-7.
- Lagos Escobar, Ricardo. Mi vida. De la infancia a la lucha contra la dictadura. Santiago de Chile, Penguin Random House, 2013. 708 p.
- Lagos Escobar, Ricardo. ¿Una nueva América Latina? Tras la crisis: desafíos y oportunidades. Artículo en Latinamerikanische perspektiven; Manuel Rivera y Klaus Töpfer; Berlín, 2013; pp: 351-362
- Lagos Escobar, Ricardo. La cuestión constitucional: Reflexiones de un actor. en Centro de Estudios Públicos N139, invierno 2015, pp: 197-210.

## Historial electoral

### Elecciones parlamentarias de 1989
- Elecciones parlamentarias de 1989, para la Circunscripción 7, Santiago Poniente [62]

| Candidato                  | Pacto                          | Partido | Votos   | %     | Resultado |
| -------------------------- | ------------------------------ | ------- | ------- | ----- | --------- |
| Andrés Zaldívar Larraín    | Concertación por la Democracia | PDC     | 408 227 | 31.27 | Senador   |
| Ricardo Lagos Escobar      | Concertación por la Democracia | PPD     | 399 721 | 30,62 |           |
| Jaime Guzmán Errázuriz     | Democracia y Progreso          | UDI     | 224 396 | 17,19 | Senador   |
| Miguel Otero Lathrop       | Democracia y Progreso          | RN      | 199 856 | 15,31 |           |
| Sergio Santander Sepúlveda | Liberal-Socialista Chileno     | ILE     | 59 834  | 4,58  |           |
| Rodrigo Miranda            | Liberal-Socialista Chileno     | ILE     | 13 435  | 1,03  |           |

### Elección presidencial de 1999-2000
- Elecciones presidenciales de 1999, Primera vuelta[63]

| Candidato                     | Pacto                                      | Partido       | Votos     | %     | Resultado      |
| ----------------------------- | ------------------------------------------ | ------------- | --------- | ----- | -------------- |
| Ricardo Lagos Escobar         | Concertación de Partidos por la Democracia | PPD           | 3 383 339 | 47,96 | Segunda vuelta |
| Joaquín Lavín Infante         | Alianza por Chile                          | UDI           | 3 352 199 | 47,51 | Segunda vuelta |
| Gladys Marín Millie           | La Izquierda                               | PC            | 225 224   | 3,19  |                |
| Tomás Hirsch Goldschmidt      | Partido Humanista                          | PH            | 36 235    | 0,51  |                |
| Sara María Larraín Ruiz-Tagle | Independiente                              | Independiente | 31 319    | 0,44  |                |
| Arturo Frei Bolívar           | Alianza Popular                            | Independiente | 26 812    | 0,38  |                |

- Elecciones presidenciales de 1999, Segunda vuelta[64]

| Candidato             | Pacto                                      | Partido | Votos     | %     | Resultado  |
| --------------------- | ------------------------------------------ | ------- | --------- | ----- | ---------- |
| Ricardo Lagos Escobar | Concertación de Partidos por la Democracia | PPD     | 3 683 158 | 51,31 | Presidente |
| Joaquín Lavín Infante | Alianza por Chile                          | UDI     | 3 495 569 | 48,69 |            |